# Xiphidiopsis latilamella
Xiphidiopsis latilamella är en insektsart som beskrevs av Mu, T. He och Yuwen Wang 2000. Xiphidiopsis latilamella ingår i släktet Xiphidiopsis och familjen vårtbitare. Inga underarter finns listade i Catalogue of Life.